# 353.ª Divisão de Infantaria (Alemanha)
A 353ª Divisão de Infantaria (em alemão:353. Infanterie-Division) foi uma unidade militar que serviu no Exército alemão durante a Segunda Guerra Mundial.

## Comandantes
| Comandante                    | Data                                          |
| ----------------------------- | --------------------------------------------- |
| Generalleutnant Paul Mahlmann | 20 de novembro de 1943 - ? de julho de 1944   |
| Generalleutnant Erich Müller  | ? de julho de 1944 - ? de agosto de 1944      |
| Oberst Thieme                 | ? de agosto de 1944 - ? de agosto de 1944     |
| Generalleutnant Paul Mahlmann | ? de agosto de 1944 - 15 de fevereiro de 1945 |
| Oberst Kurt Hummel            | 15 de fevereiro de 1945 - 8 de maio de 1945   |

## Área de operações
| França                         | novembro de 1943 - outubro de 1944 |
| Luxemburgo & Oeste da Alemanha | outubro de 1944 - maio de 1945     |